# Элькин, Давид Генрихович
Давид Генрихович Элькин (31 октября 1895, Воронеж — 5 июля 1983, Одесса) — советский психолог, профессор, доктор психологических наук. Ученик Н. Н. Ланге.

## Биография
Родился в Воронеже. Учился, работал и преподавал в Одесском государственном университете (ныне — Одесский национальный университет имени И. И. Мечникова) в течение нескольких десятилетий заведовал кафедрой психологии (до 1976). Создатель школы в психологии. Основные исследования Элькина и его учеников (прежде всего Б. И. Цуканова) посвящены проблеме восприятия времени; к ней он обратился ещё в конце 1940-х гг., задолго до аналогичных исследований Е. И. Бойко.
Автор более двухсот работ по общей, детской, педагогической и инженерной психологии. Получил 1-ю премию К. Д. Ушинского за монографию «Восприятие времени».

## Признание заслуг
Почётная грамота Президиума Верховного Совета СССР по случаю 100-летней годовщины Одесского государственного университета

## Семья
Брат Д. Г. Элькина Илья, полковник медицинской службы, был участником Гражданской войны и Великой Отечественной войн. Служил на руководящих должностях на Южном, Юго-Западном и других фронтах. Награждён: орденом Красного Знамени, орденом Отечественной войны 2-й степени, двумя орденами красной Звезды; рядом медалей, в том числе — «XX лет Рабоче-Крестьянской Красной Армии».
Племянники (сыновья И. Г. Элькина):
- Александр Ильич - (1921 — после 1968), военный летчик, подполковник, участник Великой Отечественной войны[4].
- Наум Ильич (1911 — 1942), старший политрук в составе 51-й стрелковой дивизии. Пропал без вести в июле 1942 года[5].

## Сочинения
- Элькин Д. Г. Восприятие времени / Элькин Давид Генрихович. — М.: Изд-во Акад. пед. наук РСФСР, 1962. — 311 с.: ил.